# Lijst van nummer 1-hits in de Radio 2 Top 30 in 1982
Deze hits stonden in 1982 op nummer 1 in de BRT Top 30, de voorloper van de huidige Vlaamse Radio 2 Top 30.
| Nummer | Datum        | Artiest                                      | Titel                                   |
| ------ | ------------ | -------------------------------------------- | --------------------------------------- |
| 220    | 2 januari    | ABBA                                         | One of Us                               |
|        | 9 januari    | ABBA                                         | One of Us                               |
| 221    | 16 januari   | Tenpole Tudor                                | Wünderbar                               |
| 220    | 23 januari   | ABBA                                         | One of Us                               |
|        | 30 januari   | ABBA                                         | One of Us                               |
| 222    | 6 februari   | Ph.D.                                        | I Won't Let You Down                    |
|        | 13 februari  | Ph.D.                                        | I Won't Let You Down                    |
|        | 20 februari  | Ph.D.                                        | I Won't Let You Down                    |
| 223    | 27 februari  | The Human League                             | Don't You Want Me                       |
| 222    | 6 maart      | Ph.D.                                        | I Won't Let You Down                    |
| 224    | 13 maart     | Bucks Fizz                                   | The Land of Make Believe                |
| 225    | 20 maart     | Orchestral Manoeuvres in the Dark            | Maid of Orleans (The Waltz Joan of Arc) |
|        | 27 maart     | Orchestral Manoeuvres in the Dark            | Maid of Orleans (The Waltz Joan of Arc) |
|        | 3 april      | Orchestral Manoeuvres in the Dark            | Maid of Orleans (The Waltz Joan of Arc) |
|        | 10 april     | Orchestral Manoeuvres in the Dark            | Maid of Orleans (The Waltz Joan of Arc) |
|        | 17 april     | Orchestral Manoeuvres in the Dark            | Maid of Orleans (The Waltz Joan of Arc) |
| 226    | 24 april     | Tight Fit                                    | The Lion Sleeps Tonight                 |
| 227    | 1 mei        | Nova                                         | Aurora                                  |
| 226    | 8 mei        | Tight Fit                                    | The Lion Sleeps Tonight                 |
| 228    | 15 mei       | Nicole                                       | Ein bißchen Frieden                     |
|        | 22 mei       | Nicole                                       | Ein bißchen Frieden                     |
|        | 29 mei       | Nicole                                       | Ein bißchen Frieden                     |
| 229    | 5 juni       | Paul McCartney & Stevie Wonder               | Ebony and Ivory                         |
| 230    | 12 juni      | Hot Chocolate                                | Girl Crazy                              |
| 231    | 19 juni      | Boys Town Gang                               | Can't Take My Eyes Off You              |
|        | 26 juni      | Boys Town Gang                               | Can't Take My Eyes Off You              |
|        | 3 juli       | Boys Town Gang                               | Can't Take My Eyes Off You              |
|        | 10 juli      | Boys Town Gang                               | Can't Take My Eyes Off You              |
| 232    | 17 juli      | José                                         | I Will Follow Him                       |
|        | 24 juli      | José                                         | I Will Follow Him                       |
|        | 31 juli      | José                                         | I Will Follow Him                       |
| 233    | 7 augustus   | June Lodge & Prince Mohammed                 | Someone Loves You Honey                 |
| 234    | 14 augustus  | Steve Miller Band                            | Abracadabra                             |
| 235    | 21 augustus  | F.R. David                                   | Words                                   |
|        | 28 augustus  | F.R. David                                   | Words                                   |
|        | 4 september  | F.R. David                                   | Words                                   |
| 236    | 11 september | Hot Chocolate                                | It Started with a Kiss                  |
| 237    | 18 september | Frida                                        | I Know There's Something Going On       |
|        | 25 september | Frida                                        | I Know There's Something Going On       |
|        | 2 oktober    | Frida                                        | I Know There's Something Going On       |
| 238    | 9 oktober    | Yazoo                                        | Don't Go                                |
|        | 16 oktober   | Yazoo                                        | Don't Go                                |
| 239    | 23 oktober   | Dire Straits                                 | Private Investigations                  |
| 240    | 30 oktober   | Dexys Midnight Runners & The Emerald Express | Come On Eileen                          |
|        | 6 november   | Dexys Midnight Runners & The Emerald Express | Come On Eileen                          |
| 241    | 13 november  | Musical Youth                                | Pass the Dutchie                        |
|        | 20 november  | Musical Youth                                | Pass the Dutchie                        |
|        | 27 november  | Musical Youth                                | Pass the Dutchie                        |
| 242    | 4 december   | Culture Club                                 | Do You Really Want to Hurt Me           |
|        | 11 december  | Culture Club                                 | Do You Really Want to Hurt Me           |
|        | 18 december  | Culture Club                                 | Do You Really Want to Hurt Me           |
| 243    | 25 december  | Eddy Grant                                   | I Don't Wanna Dance                     |